# محمد باشاليتش
محمد باشاليتش مواليد 27 أغسطس 1987 في سراييفو، جمهورية البوسنة والهرسك الاشتراكية، هو لاعب كرة سلة بوسني. بدأ مسيرته الاحترافية في سنة 2005. يلعب في الدوري الروماني لكرة السلة كلاعب هجوم خلفي. يحمل الرقم 22. يبلغ طوله 6 قدم 4 بوصة (1.9 م).

## المسيرة الاحترافية
لعب مع نادي بوسنا رويال لكرة السلة من سنة 2007 إلى 2011، ثم لعب مع نادي أريس لكرة السلة في موسم 2012–2013، ثم لعب مع ريمس شمبانيا في الدوري الفرنسي في موسم 2013–2014، ثم لعب مع نادي أوراديا لكرة السلة في سنة 2016.

## روابط خارجية
- محمد باشاليتش على موقع الاتحاد الدولي لكرة السلة (الإنجليزية)
- محمد باشاليتش على موقع كرة السلة الأوروبية.كوم (الإنجليزية)
- محمد باشاليتش على موقع DraftExpress.com (الإنجليزية)
- محمد باشاليتش على موقع ريلجم (الإنجليزية)
- محمد باشاليتش على موقع بروبوليرز (الإنجليزية)
- محمد باشاليتش على موقع سبورتس رفرنس (الإنجليزية)